# Miltochrista citrona
Miltochrista citrona là một loài bướm đêm thuộc phân họ Arctiinae, họ Erebidae.